# Tuffi ai X Giochi del Mediterraneo
I concorsi dei tuffi ai X Giochi del Mediterraneo si sono svolti nel settembre 1987 a Laodicea, in Siria. Il programma ha previsto 4 gare: 2 maschili e 2 femminili. La nazione che si è aggiudicata il maggior numero di medaglie è stata l'Italia, vincitrice di 3 delle 4 gare disputate.

## Podi

### Uomini
| Evento          | Oro            | Perform. | Argento            | Perform. | Bronzo         | Perform. |
| Trampolino 3m   | Piero Italiani | 578.05   | Massimo Castellani | 563.90   | Jérôme Nalliod | 529.45   |
| Piattaforma 10m | Oscar Bertone  | 549.90   | Piero Italiani     | 549.25   | Emilio Ratia   | 483.15   |

### Donne
| Evento          | Oro            | Perform. | Argento       | Perform. | Bronzo          | Perform. |
| Trampolino 3m   | Claire Izacard | 439.65   | Laura Schermi | 416.35   | Giuliana Aor    | 409.70   |
| Piattaforma 10m | Luisa Bisello  | 363.70   | Laura Schermi | 363.25   | Africa Do Campo | 318.25   |

## Medagliere
| Posizione | Paese   |   |   |   | Totale |
| --------- | ------- | - | - | - | ------ |
| 1         | Italia  | 3 | 4 | 1 | 8      |
| 2         | Francia | 1 | 0 | 1 | 2      |
| 3         | Spagna  | 0 | 0 | 2 | 2      |
| Totale    | Totale  | 4 | 4 | 4 | 12     |